# Parafia Matki Bożej Różańcowej w Mazowszanach
Parafia Matki Bożej Różańcowej w Mazowszanach – jedna z 13 parafii rzymskokatolickich dekanatu Radom-Południe diecezji radomskiej. Parafię prowadzą księża pallotyni.

## Historia
- W 1979 w Mazowszanach została utworzona kaplica dojazdowa parafii pw. św. Józefa Oblubieńca NMP w Radomiu, w której sprawowano Msze św. i prowadzono katechezę. Ze względu na zwiększającą się liczbę wiernych podjęto decyzję o budowie kościoła. Przygotowania do budowy rozpoczął ks. Tadeusz Czulak SAC. Świątynia powstała w latach 2006 - 2008 pod nadzorem ks. Zygmunta Rutkowskiego SAC. Pierwszą Mszę św. w nowym kościele celebrowano 5 października 2008. Kościół poświęcił ks. inf. Jerzy Banaśkiewicz, dziekan dekanatu Radom Południe. Parafię pw. Matki Bożej Różańcowej w Mazowszanach erygował bp. Henryk Tomasik 26 maja 2012 z wydzielonego terenu parafii pw. św. Józefa Oblubieńca NMP w Radomiu. Parafię prowadzą księża pallotyni.

## Terytorium
- Do parafii należą: Mazowszany, Huta Mazowszańska Górna i Huta Mazowszańska Dolna[1].

## Proboszczowie
- 2012–2023 - ks. Jarosław Nakielski SAC

- 2023 - teraz - ks. Krzysztof Kulkowski SAC